# Grammitis crispata
Grammitis crispata là một loài dương xỉ trong họ Polypodiaceae. Loài này được L. C.V. Morton mô tả khoa học đầu tiên năm 1967.